# Ada Rohowcewa
Ada Mykołajiwna Rohowcewa (ukr. Ада Миколаївна Роговцева; ur. 16 lipca 1937 w Głuchowie, w obwodzie czernihowskim, Ukraińska SRR) – ukraińska aktorka teatralna i filmowa. Ludowa Artystka Ukraińskiej SRR (1967) i ZSRR (1978). Bohater Ukrainy (2007). Znajduje się na liście najbardziej znanych kobiet dawnej i współczesnej Ukrainy.

## Życiorys
Ada urodziła się w Głuchowie. Ojciec Mykoła Iwanowycz Rohowcew miał dwa wyższe wykształcenia, ukończył instytuty przemysłowy i rolniczy, przed wojną pracował w NKWD. Matka, Anna Mytrofaniwna Zajkowska, specjalistka od agronomii. 
Ada ukończyła Szkołę Podstawową nr 10 w Połtawie, od 1954 do 1959 roku studiowała w Instytucie Teatru im. Iwana Karpenki-Karego w Kijowie. 
W 1958 roku rozpoczęła karierę zawodową na scenie Kijowskiego Narodowego Akademickiego Teatru Dramatu Rosyjskiego im. Lesi Ukrainki, gdzie pracowała ponad 35 lat.
Po odejściu z Kijowskiego Narodowego Akademickiego Teatru Dramatu Rosyjskiego im. Lesi Ukrainki koncertowała z programami koncertowymi i teatrami kameralnymi. W Kijowskim Teatrze Akademickim Dramatu i Komedii na Lewym Brzegu występowała w spektaklach „Różowy most” i „Wasia powinien zadzwonić”, które wyreżyserowała jej córka Kateryna Stepankowa.
Profesor w Narodowym Uniwersytecie Kultury, uczyła w Kijowskim Instytucie Teatralnym im. Iwana Karpenki-Karego. Jedna z jej uczennic Hałyna Kyjaszko jest znaną ukraińsko-holenderską aktorką, prezenterką telewizyjną, modelką. Członek KPZR od 1967 roku, ponad 20 lat była członkiem biura partyjnego, została wybrana sekretarzem komitetu partyjnego teatru i delegowana na XXVII Kongres KPZR. Członek Komitetu Narodowej Nagrody Tarasa Szewczenki Ukrainy (od grudnia 2016).

## Dorobek teatralny
W 2003 roku Ada Rohowceva i Kateryna Stepankowa zagrali w sztuce Melodie Warszawskie-2. Wśród najsłynniejszych ról teatralnych:
- 1959 – Młodość Poli Wichrowej (ukr. Юність Полі Вихрової), rola główna: Pola.
- 1967 – Melodie Warszawskie (ukr. Варшавська мелодія), rola: Helena Modlewska (w tej roli wystąpiła na scenie ponad 700 razy).
- 1971 – Ktoś musi (ukr. Хтось мусить), rola: Kława.
- 1975 – Rosyjskie ludzie (ukr. Російські люди), rola: Walia.
- 1978 – Gospodyni (ukr. Хазяйка), rola: Gawrilenkowa.
- 1983 – Filumena Marturano (ukr. Філумена Мартурано), rola główna.
- 1983 – Per Gyunt (ukr. Пер Ґюнт), rola: wszystkie role kobiece: Oze, Solveig, kobieta w zieleni, Ingrid, Anitra, lekarz w wariatkowie.
- 1986 – Matka Courage i jej dzieci (ukr. Матінка Кураж і її діти), rola: Matka Courage.

## Dorobek filmowy
- 1970 – Salut, Maria! (ukr. Салют, Маріє!), rola: Maria. Reżyser: Iosif Chejfic.
- 1972 – Oswajanie ognia (ukr. Приборкання вогню), rola: Natalia Baszkircewa. Reżyser: Daniił Chrabrowicki.
- 1980 – Szerszeń (ukr. Овід), rola: Julia. Reżyser: Mykoła Maszczenko.
- 2007 – Kaukaz (ukr. Кавказ), rola: Maria. Reżyser: Fərid Hümbətov.
- 2009 – Taras Bulba (ukr. Тарас Бульба), rola: żona Tarasa. Reżyser: Władimir Bortko.